# NRL 2015
Die NRL 2015 war die achtzehnte Saison der National Rugby League, der australisch-neuseeländischen Rugby-League-Meisterschaft. Den ersten Tabellenplatz nach Ende der regulären Saison belegten die Sydney Roosters, die im Halbfinale gegen die Brisbane Broncos ausschieden. Diese verloren im Finale 16:17 n. V. gegen die North Queensland Cowboys, die damit zum ersten Mal die NRL gewannen.

## Tabelle
Siehe NRL 2015/Ergebnisse für eine vollständige Liste aller Ergebnisse der regulären Saison.
|      | Team                          | Spiele | Siege | Unent. | Ndlg. | Spiel- punkte | Diff. | Tabellen- punkte |
| ---- | ----------------------------- | ------ | ----- | ------ | ----- | ------------- | ----- | ---------------- |
| 01.  | Sydney Roosters               | 24     | 18    | 0      | 6     | 591:300       | + 291 | 40               |
| 02.  | Brisbane Broncos              | 24     | 17    | 0      | 7     | 574:379       | + 195 | 38               |
| 03.  | North Queensland Cowboys      | 24     | 17    | 0      | 7     | 587:454       | + 133 | 38               |
| 04.  | Melbourne Storm               | 24     | 14    | 0      | 10    | 467:348       | + 119 | 32               |
| 05.  | Canterbury-Bankstown Bulldogs | 24     | 14    | 0      | 10    | 522:480       | + 42  | 32               |
| 06.  | Cronulla-Sutherland Sharks    | 24     | 14    | 0      | 10    | 469:476       | - 7   | 32               |
| 07.  | South Sydney Rabbitohs        | 24     | 13    | 0      | 11    | 465:467       | - 2   | 30               |
| 08.  | St. George Illawarra Dragons  | 24     | 12    | 0      | 12    | 435:408       | + 27  | 28               |
| 09.  | Manly-Warringah Sea Eagles    | 24     | 11    | 0      | 13    | 458:492       | - 34  | 26               |
| 010. | Canberra Raiders              | 24     | 10    | 0      | 14    | 577:569       | + 8   | 24               |
| 011. | Penrith Panthers              | 24     | 9     | 0      | 15    | 399:477       | - 78  | 22               |
| 012. | Parramatta Eels               | 24     | 9     | 0      | 15    | 448:573       | - 125 | 22               |
| 013. | New Zealand Warriors          | 24     | 9     | 0      | 15    | 445:588       | - 143 | 22               |
| 014. | Gold Coast Titans             | 24     | 9     | 0      | 15    | 439:636       | - 197 | 22               |
| 015. | Wests Tigers                  | 24     | 8     | 0      | 16    | 487:562       | - 75  | 20               |
| 016. | Newcastle Knights             | 24     | 8     | 0      | 16    | 458:612       | - 154 | 20               |

- Da in dieser Saison jedes Team zwei Freilose hatte, wurden nach der Saison zur normalen Punktezahl noch 4 Punkte dazugezählt.

## Playoffs

### Ausscheidungs/Qualifikationsplayoffs
| 11. September 19:55 | Sydney Roosters | 18 : 20       | Melbourne Storm                                                                                           | Allianz Stadium, Sydney Zuschauer: 20.521 Schiedsrichter: Ben Cummins, Alan Shortall |
| 11. September 19:55 | Versuche: Taukeiaho 19. erh. Kenny-Dowall 65. n.erh. Ferguson 74. erh. Erhöhungen: Maloney (2/3) Straftritte: Maloney 33. | (8:6) Bericht | Versuche: Koroibete 11. erh. Mann 55. erh. Glasby 72. erh. Erhöhungen: Smith (3/3) Straftritte: Smith 48. | Allianz Stadium, Sydney Zuschauer: 20.521 Schiedsrichter: Ben Cummins, Alan Shortall |

| 12. September 17:50 | Canterbury-Bankstown Bulldogs                                                            | 11 : 10 n. V. | St. George Illawarra Dragons                                                    | ANZ Stadium, Sydney Zuschauer: 33.854 Schiedsrichter: Jared Maxwell, Gavin Morris |
| 12. September 17:50 | Versuche: Morris 11. erh. Lane 78. n.erh. Erhöhungen: Mbye (1/2) Dropgoals: Reynolds 84. | (6:0) Bericht | Versuche: Nabuli 69. erh. Erhöhungen: Widdop (1/1) Straftritte: Widdop 75., 80. | ANZ Stadium, Sydney Zuschauer: 33.854 Schiedsrichter: Jared Maxwell, Gavin Morris |

| 12. September 19:55 | Brisbane Broncos                                                                              | 16 : 12       | North Queensland Cowboys                                                                                | Suncorp Stadium, Brisbane Zuschauer: 50.388 Schiedsrichter: Gerard Sutton, Gavin Badger |
| 12. September 19:55 | Versuche: Hunt 27. erh. Milford 65. erh. Erhöhungen: Parker (2/2) Straftritte: Parker 9., 61. | (8:2) Bericht | Versuche: Winterstein 47. n.erh. Thurston 71. erh. Erhöhungen: Thurston (1/2) Straftritte: Thurston 35. | Suncorp Stadium, Brisbane Zuschauer: 50.388 Schiedsrichter: Gerard Sutton, Gavin Badger |

| 13. September 16:10 | Cronulla-Sutherland Sharks | 28 : 12        | South Sydney Rabbitohs                                                  | Allianz Stadium, Sydney Zuschauer: 27.031 Schiedsrichter: Matt Cecchin, Ashley Klein |
| 13. September 16:10 | Versuche: Bird 21. erh. Graham 32. erh. Tupou 36. erh. Tagataese 61. erh. Erhöhungen: Gordon (4/4) Straftritte: Gordon 51., 65. | (18:0) Bericht | Versuche: Walker 67. erh. Grevsmuhl 77. erh. Erhöhungen: Reynolds (2/2) | Allianz Stadium, Sydney Zuschauer: 27.031 Schiedsrichter: Matt Cecchin, Ashley Klein |

### Viertelfinale
| 18. September 19:55 | Sydney Roosters | 38 : 12       | Canterbury-Bankstown Bulldogs                              | Allianz Stadium, Sydney Zuschauer: 35.711 Schiedsrichter: Matt Cecchin, Ben Cummins |
| 18. September 19:55 | Versuche: Kenny-Dowall 11. erh., 66. erh., 77. erh. Evans 51. erh. Tuivasa-Sheck 54. erh. Cordner 73. erh. Erhöhungen: Maloney (6/6) Straftritte: Maloney 9. | (8:4) Bericht | Versuche: Lafai 27. n.erh. Cook 60. n.erh. Rona 80. n.erh. | Allianz Stadium, Sydney Zuschauer: 35.711 Schiedsrichter: Matt Cecchin, Ben Cummins |

| 19. September 19:40 | North Queensland Cowboys | 39 : 0         | Cronulla-Sutherland Sharks | 1300SMILES Stadium, Townsville Zuschauer: 21.683 Schiedsrichter: Gerard Sutton, Gavin Badger |
| 19. September 19:40 | Versuche: Morgan 5. n.erh., 46. erh. O’Neill 16. erh. Bolton 32. erh. Winterstein 61. n.erh. Feldt 68. erh. Lowe 77. n.erh. Erhöhungen: Thurston (4/7) Straftritte: Thurston 3. Dropgoals: Thurston 40. | (19:0) Bericht |                            | 1300SMILES Stadium, Townsville Zuschauer: 21.683 Schiedsrichter: Gerard Sutton, Gavin Badger |

### Halbfinale
| 25. September 19:55 | Brisbane Broncos | 31 : 12         | Sydney Roosters                                                 | Suncorp Stadium, Brisbane Zuschauer: 51.826 Schiedsrichter: Gerard Sutton, Gavin Badger |
| 25. September 19:55 | Versuche: Boyd 2. erh. Hunt 11. n.erh. McCullough 19. erh. Oates 40. n.erh. Milford 48. erh. Reed 60. n.erh Erhöhungen: Parker (3/6) Dropgoals: Milford 63. | (20:12) Bericht | Versuche: Ferguson 23. erh., 29. erh. Erhöhungen: Maloney (2/2) | Suncorp Stadium, Brisbane Zuschauer: 51.826 Schiedsrichter: Gerard Sutton, Gavin Badger |

| 26. September 19:40 | Melbourne Storm                                                  | 12 : 32         | North Queensland Cowboys                                                                                                | AAMI Park, Melbourne Zuschauer: 29.315 Schiedsrichter: Matt Cecchin, Ben Cummins |
| 26. September 19:40 | Versuche: Cronk 10. erh. Harris 35. erh. Erhöhungen: Smith (2/2) | (12:16) Bericht | Versuche: O’Neill 14. n.erh., 21. erh. Cooper 40. erh., 69. erh. Morgan 54. n.erh., 58. erh. Erhöhungen: Thurston (4/6) | AAMI Park, Melbourne Zuschauer: 29.315 Schiedsrichter: Matt Cecchin, Ben Cummins |

### Grand Final
| 4. Oktober 19:15 | North Queensland Cowboys                                                                                            | 17 : 16 n. V.   | Brisbane Broncos                                                                                           | ANZ Stadium, Sydney Zuschauer: 82.758 Schiedsrichter: Gerard Sutton, Ben Cummins |
| 4. Oktober 19:15 | Versuche: O’Neill 10. erh. Tamou 25. erh. Feldt 80. n.erh. Erhöhungen: Thurston (2/3) Dropgoals: Thurston (1/1) 83. | (12:14) Bericht | Versuche: Oates 7. erh. Reed 34. erh. Erhöhungen: Parker (2/2) Straftritte: Parker (1/1) 6. Kahu (1/1) 43. | ANZ Stadium, Sydney Zuschauer: 82.758 Schiedsrichter: Gerard Sutton, Ben Cummins |

| 1                  | Lachlan Coote       |
| 2                  | Kyle Feldt          |
| 3                  | Justin O’Neill      |
| 4                  | Kane Linnett        |
| 5                  | Antonio Winterstein |
| 6                  | Michael Morgan      |
| 7                  | Johnathan Thurston  |
| 8                  | Matthew Scott       |
| 9                  | Jake Granville      |
| 10                 | James Tamou         |
| 11                 | Gavin Cooper        |
| 12                 | Ethan Lowe          |
| 13                 | Jason Taumalolo     |
| Auswechselspieler: |                     |
| 14                 | Rory Kostjasyn      |
| 15                 | John Asiata         |
| 16                 | Scott Bolton        |
| 17                 | Ben Hannant         |

| 1                  | Darius Boyd       |
| 2                  | Corey Oates       |
| 3                  | Jack Reed         |
| 4                  | Justin Hodges     |
| 5                  | Jordan Kahu       |
| 6                  | Anthony Milford   |
| 7                  | Ben Hunt          |
| 8                  | Sam Thaiday       |
| 9                  | Andrew McCullough |
| 10                 | Adam Blair        |
| 11                 | Alex Glenn        |
| 12                 | Matt Gillett      |
| 13                 | Corey Parker      |
| Auswechselspieler: |                   |
| 14                 | Jarrod Wallace    |
| 15                 | Mitchell Dodds    |
| 16                 | Jo Ofahengaue     |
| 17                 | Kodi Nikorima     |